# Yoshiki Tanaka
Yoshiki Tanaka (田中 芳樹?; Hondo, 22 ottobre 1952) è uno scrittore giapponese.

## Biografia
Nato nella Prefettura di Kumamoto Yoshiki Tanaka consegue un dottorato in lingua e letteratura giapponese presso la Gakushūin University di Tokyo.
I suoi lavori principali includono la serie di romanzi fantasy series Arslan Senki (アルスラーン戦記), la space opera intitolata Ginga eiyū densetsu (銀河英雄伝説), anche conosciuta come Legend of the Galactic Heroes e Sohryuden: Legend of the Dragon Kings (創竜伝). Tutte e tre queste opere sono state adattate in anime e manga.
Appassionato di storia della Cina, Tanaka ha scritto alcuni romanzi ambientati in Cina ed ha anche pubblicato due traduzioni di opere cinesi: Sui Tang Yanyi (Storie delle dinastie Sui e Tang), Shuo Yue Quan Zhuan (Raccontando la completa biografia di Yue Fei) e Gakuhi-den (La storia di Yue Fei).

## Lavori principali
- Legend of the Galactic Heroes (Ginga eiyū densetsu 銀河英雄伝説, 1981–1987)
- The Heroic Legend of Arslan (Arslan Senki アルスラーン戦記, Parte Uno 1986–1990, Parte Due 1991–2017), Modena, Planet Manga
- Sohryuden: Legend of the Dragon Kings (Sohryuden 創竜伝, 1987–in corso)
- Yakushiji Ryōko no Kaiki Jikenbo (薬師寺涼子の怪奇事件簿, 1996–in corso)
- Tytania (タイタニア, 1988–in corso)
- Ambition Waltz (Yabou Enbukyoku 野望円舞曲, coautore insieme a Yuki Oginome)

## Riconoscimenti
- 1988 Seiun Award per Legend of the Galactic Heroes